# سرهی بیلوشچنکو
سرهی بیلوشچنکو (اوکراینی: Білоущенко Сергій Олександрович؛ زادهٔ ۱۶ سپتامبر ۱۹۸۱) قایقران روئینگ اهل اوکراین است. وی همچنین از قایقرانان روئینگ بازی‌های المپیک تابستانی ۲۰۰۴ و ۲۰۰۸ بوده است.